# Esther Ayuso
Pour les articles homonymes, voir Ayuso.
Esther Ayuso, née en novembre 1958, est une architecte et femme politique bélizienne.
Première femme du Belize à être diplômée en architecture, elle est aussi connue pour ses projets d'agrandissement ou de refonte des hôpitaux du Belize, notamment le Belize Medical Associates, la polyclinique Cleopatra White, la polyclinique Matron Robert, la Hoy Eye Clinic et une double aile du Karl Heusner Memorial Hospital. 
Engagée en politique, elle est sénatrice du Belize, présidente de la Commission nationale des femmes, et déléguée bélizienne à la Commission interaméricaine des femmes. 
En 2015, elle est décorée de l'ordre de l'Empire britannique pour ses contributions à la communauté.

## Biographie

### Jeunesse et formation
Esther Josefina Ayuso naît en novembre 1958 à Caracas, au Venezuela. Elle est la fille d'Oscar Ayuso, fonctionnaire bancaire bélizien de la Banque Royale du Canada, et de Josefina (née Medero), employée bancaire. Peu de temps après sa naissance, la famille retourne à Belize City au Honduras britannique, le futur Belize. Elle y fréquente plus tard l'école secondaire, jusqu'à l'obtention de son diplôme en 1975, à la St.Catherine's Academy. 
La même année, elle se rend à Caracas au Venezuela dans le but de devenir architecte, mais en raison des différentes exigences d'inscription dans les collèges vénézuéliens, il lui est signifié qu'elle doit reprendre plusieurs cours de niveau secondaire pour réussir son admission et ses études à l'université centrale du Venezuela. Elle arrive à respecter rapidement toutes les conditions d'entrée requises, en complétant tous les cours nécessaires en seulement deux ans, obtenant ainsi l'admission au programme d'architecture à l'université centrale du Venezuela (UCV). En 1983, elle obtient le diplôme d'architecture technique.

### Architecte
De retour au Belize, elle ne peut pas y trouver de travail immédiat et elle retourne au Venezuela en 1983. Là, elle rencontre et épouse un collègue architecte, avec qui elle a accueilli deux fils, respectivement en 1990 et en 1991. La famille reste à Caracas jusqu'aux tentatives de coup d'État de 1992 au Venezuela. 
De retour dans son pays d'origine, le Belize, Esther Ayuso y trouve d'abord un emploi dans le cabinet d'architecture Professional Engineering Services en tant qu'associée en architecture ; elle reste dans cet emploi jusqu'en 1995. Cette année-là, elle et son mari ouvrent leur propre cabinet privé d'architecture, Arcade Ltd. Outre l'architecture des résidences, Esther Ayuso est connue pour ses projets de travaux publics qui incluent l'agrandissement de Belize Medical Associates, transformant une petite clinique privée en hôpital ; la rénovation des polycliniques Cléopâtre White et Matron Robert ; et ses travaux à la Hoy Eye Clinic ainsi que pour plusieurs succursales de l'Atlantic Bank Ltd. En 1996, le couple accueille leur troisième fils. Pendant l'ouragan Keith en 2000, Arcade Ltd subit de graves dommages ; avec son mari, ils réorientent leur activité et leur expertise vers le domaine du conseil en architecture et en construction.

### Entrée en politique
En 2006, Esther Ayuso est nommée par le premier ministre Dean Barrow au poste de sénateur. En 2008, après avoir siégé pendant deux ans au Sénat, elle est nommée présidente de la nouvelle Commission nationale des femmes (NWC),.
Cette même année 2008, elle est également nommée pour être la déléguée du Belize à la Commission interaméricaine des femmes, un poste qu'elle occupe encore en 2020.  
Sous sa direction à la tête de la Commission nationale des femmes, cette institution entreprend une étude pour mettre en œuvre la politique nationale du genre, organise plusieurs symposiums sur le développement d'un programme d'études du genre au Belize. Elle mène aussi un projet sur les femmes en politique pour les éduquer à la vie politique et les inciter à exercer un mandat d'élue.
Esther Ayuso fait partie des membres fondateurs de la Belize City Local Building Authority qui est organisée en 2009. Cette autorité est créée pour stabiliser l'application du code du bâtiment et aider le conseil municipal de Belize City à rédiger les règlements de détermination des zones et de sécurité. En 2011, des travaux commencent pour la construction d'une unité de soins intensifs pédiatriques à l'hôpital Karl Heusner Memorial, qui a été conçue par Esther Ayuso. Il est prévu que la construction soit achevée et que les ailes de l'USIP et de l'USIN soient pleinement opérationnelles en décembre 2015.
En 2015, Esther Ayuso reçoit l'ordre de l'Empire britannique pour ses contributions à la communauté bélizienne et son dévouement aux droits des femmes.